# Kinsey Reports
De Kinsey Reports zijn twee publicaties over het menselijke seksuele gedrag: Sexual Behavior in the Human Male (1948) en Sexual Behavior in the Human Female (1953). De naslagwerken werden geschreven door Alfred Kinsey, Wardell Pomeroy en anderen.

## Publicaties
In 1948 publiceerde Kinsey Het seksuele gedrag in de man (Sexual behaviour in the human male). Vijf jaren later volgde Het seksuele gedrag in de vrouw (Sexual behaviour in the human female). Deze oorspronkelijke Kinsey-rapporten werden meer dan 750.000 keer verkocht en vertaald in 13 talen. Zij kunnen beschouwd worden als een van de succesvolste en invloedrijkste wetenschappelijke publicaties van de 20e eeuw.
De rapporten kunnen geassocieerd worden met een verandering van de publieke houding met betrekking tot seksualiteit, waarin taboes en misvattingen werden doorbroken. Of zij een aanzet of een uitingsvorm waren van de seksuele revolutie van de jaren 60, is een kwestie van speculatie en discussie.

## Bevindingen
Enkele toentertijd opzienbarende bevindingen waren:
- Bijna 46% van de mannen heeft weleens seksueel gereageerd op personen van beide seksen in het verloop van hun volwassen leven en 37% heeft weleens een homoseksuele ervaring gehad.[1]
- 10% van de onderzochte Amerikaanse mannen was min of meer exclusief homoseksueel, gedurende ten minste drie jaar van hun leven tussen de leeftijd van 16 en 55.[1]
- 2 tot 6% van de vrouwen tussen de leeftijd van 20 en 35 was exclusief homoseksueel in ervaringen en reacties.[2]
- Op basis van de gegevens schatte Kinsey in dat ongeveer 50% van alle vrouwen weleens vreemdging in een vaste relatie.[1]
- 12% van de vrouwen en 22% van de mannen hebben weleens erotisch gereageerd op sadomasochistische verhalen.[2]

## Kritiek
Deze resultaten zijn methodologisch sterk bekritiseerd, met name omdat de onderzochte populatie niet representatief zou zijn voor de hele Amerikaanse bevolking, maar hebben de aanzet gegeven tot verder onderzoek en een realistische benadering van menselijk seksueel gedrag. Latere herberekeningen van de gegevens, waarbij de onzuiverheden weggelaten werden, vonden slechts kleine aanpassingen in de resultaten, waardoor deze grotendeels overeind zijn blijven staan.
De cijfers over homo- en biseksualiteit bleken later echter een stuk lager te liggen dan bij Kinsey. Voor Nederland bleek uit het rapport "Niet te ver uit de kast" van het Sociaal en Cultureel Planbureau uit 2012, dat grofweg 4% van de mannen en 3% van de vrouwen zich als homoseksueel, resp. lesbisch identificeert. Als biseksueel betitelt zich 3% van de mannen en eveneens 3% van de vrouwen, maar 10% van de mannen en 12% van de vrouwen gaven aan dat zij een of meerdere keren seks hebben gehad met mensen van het eigen geslacht.